# Saison 2013-2014 du Chartres Métropole Handball 28
Maillots
Chronologie
Saison 2012-2013 Saison 2014-2015
La saison 2013-2014 du Chartres Métropole Handball 28 est la 3e consécutive du club en deuxième division (Pro D2). Cet exercice est marqué par l'arrivée de Pascal Mahé comme entraineur et un recrutement de haut-niveau avec l'arrivée de jeunes de Division 1.

## Avant-saison
Pascal Mahé est connu pour être le futur coach depuis la fin de saison 2012-13. Il signe un contrat de trois saisons avec comme mission l'accession à la LNH le plus rapidement possible. Il doit construire un collectif capable d'y parvenir en 2-3 ans et surtout de s'y maintenir.
Avec son nouvel entraîneur à la baguette et renforcé de cinq éléments, le CMHB 28 commence sa saison le 20 juillet 2013. L'ancien "Barjot", auquel le club a confié la succession de Benoît Guillaume, a sept semaines pour préparer son équipe avant l'ouverture du championnat, le 13 septembre à domicile face à Pontault-Combault. Sept semaines pour se préparer à jouer la montée en LNH, l'objectif clairement avoué de cette 3e saison d'affilée en Pro D2.

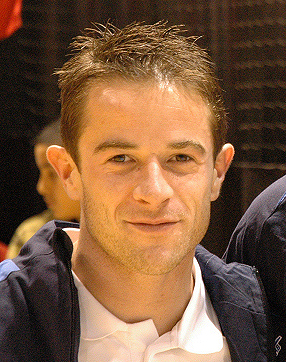
Sébastien Ostertag joue sa seconde saison au club.

Pour l'atteindre, le CMHB28 s'est renforcé durant l'été. Le gardien Jordane Degeorges (Rodez), Karip Torun (Vernouillet), Mourad Khabir (réserve) et Mario Anic ont quitté le groupe. Le gardien bosnien Nebojsa Grahovac (Chambéry), l'arrière droit Thomas Capella (Chambéry), le pivot Rudy Nivore (PSG), l'arrière gauche Bandjougou Gassama (Créteil) ainsi que l'ailier gauche Bastien Monnier (réserve) l'ont intégré.
Les nouveaux éléments sont au rendez-vous à la halle Jean-Cochet. Pas Ghennadii Solomon et Thibaut Karsenty, de retour d'Israël après un tournoi international, ni Sébastien Ostertag, qui retrouvent leurs partenaires le lendemain après une ultime visite médicale de contrôle. 
Sortie canoë, activités VTT, tennis ou encore séance en piscine sont au menu de cette préparation physique.
Dans un programme émaillé d'un stage en Allemagne et de onze matches amicaux, Pascal Mahé, en accord avec le nouveau préparateur physique Alain Burgevin, a choisi de laisser la place à du travail ludique. « J'aime bien qu'on touche à tout, dans un contexte de performance », explique l'entraîneur. « On va essayer de s'adapter par rapport au ressenti des joueurs et d'individualiser au maximum cette préparation », ajoute Pascal Mahé. 
Le poste de manager général créé pour cette nouvelle saison, proposé dans un premier temps à l'ex-entraineur Benoît Guillaume, est attribué à Thibaut Karsenty qui l’exécutera à mi-temps avec son statut de joueur. Il s'occupera notamment de la logistique des déplacements, de la partie équipementiers/partenaires et encadrera une des équipes de jeunes, il ne participe néanmoins pas à la renégociation des contrats tant qu'il est joueur. Cette reconversion avait été envisagée lors de l'arrivée du joueur qui suivra la formation de manager général de club sportif professionnel, dispensée à Limoges pendant deux ans. 
Programme de la reprise :
| Dates                    | Lieu                         | Activité                                           | Adversaire                                         | Score                                              | Rapports                                           |
| ------------------------ | ---------------------------- | -------------------------------------------------- | -------------------------------------------------- | -------------------------------------------------- | -------------------------------------------------- |
| 20 juillet               | Chartres                     | Reprise de l'entrainement                          | Reprise de l'entrainement                          | Reprise de l'entrainement                          | Reprise de l'entrainement                          |
| 12 août                  | Chartres                     | Match amical                                       | Japon                                              | 36-33                                              |                                                    |
| 14-18 août               | stage à Dormagen (Allemagne) | Match amical                                       | Korschenbroich (D3)                                | 25-30                                              |                                                    |
| 14-18 août               | stage à Dormagen (Allemagne) | Match amical                                       | Dormagen HCR (D3)                                  | 23-31                                              |                                                    |
| 14-18 août               | stage à Dormagen (Allemagne) | Tournoi                                            | TV Großwallstadt (D2)                              | 20-18                                              |                                                    |
| 14-18 août               | stage à Dormagen (Allemagne) | Tournoi                                            | TV Emsdetten (D1)                                  | 14-18                                              |                                                    |
| 23-24 août               | stage à Dijon                | Match amical                                       | Dijon Bourgogne HB (LNH)                           | 28-25                                              |                                                    |
| 23-24 août               | stage à Dijon                | Match amical                                       | Dijon Bourgogne HB (LNH)                           | 25-23                                              |                                                    |
| 27 août                  | Chartres                     | Match amical                                       | US Créteil (ProD2)                                 | 23-22                                              | Rapport                                            |
| 31 août et 1er septembre | Chartres                     | Tournoi                                            | JS Cherbourg (N1)                                  | 29-19                                              | Rapport                                            |
| 31 août et 1er septembre | Chartres                     | Tournoi                                            | Grand Nancy (ProD2)                                | 29-27                                              | Rapport                                            |
| 6 septembre              | Châteauneuf-en-Thymerais     | Match amical                                       | Saint-Marcel Vernon (ProD2)                        | 31-33                                              | Rapport                                            |
| 13 septembre             | Chartres                     | 1er journée de Pro D2 contre UMS Pontault-Combault | 1er journée de Pro D2 contre UMS Pontault-Combault | 1er journée de Pro D2 contre UMS Pontault-Combault | 1er journée de Pro D2 contre UMS Pontault-Combault |

Avant le dernier match contre Vernon HB, Pascal Mahé est content de la prestation de son équipe même lors des défaites : « Nous sommes allés en Allemagne pour apprendre. Ils ont vécu la frustration à l'étranger avec notamment un arbitrage contre nous, mais au retour, je ne les ai pas sentis affectés ». Néanmoins il estime qu'il faudra encore travailler, ne pas être spectateur et attendre 45 minutes pour jouer comme contre l'US Créteil.
Bilan des matchs de préparation : 5 victoires pour 6 défaites.
Chartres ne cache pas ses envies de LNH. Avec un nouvel entraîneur aux commandes, le collectif chartrain entend bien initier un nouveau cycle et décrocher l’une des deux places pour accéder à l'élite français. Cinquième la saison passée, Chartres se donne les moyens de ses ambitions avec le 2e plus gros budget du championnat (environ 2 millions d’euros) et en faisant signer des joueurs habitués à la D1.

### Transfert
| Nom                | Poste          | Provenance/Destination |
| ------------------ | -------------- | ---------------------- |
| Arrivées           |                |                        |
| Pascal Mahé        | Entraîneur     | Dormagen HCR ()        |
| Nebojša Grahovac   | Gardien        | Chambéry SH            |
| Bastien Monnier    | Ailier gauche  | CMHB 28 réserve        |
| Bandjougou Gassama | Arrière gauche | US Créteil             |
| Thomas Capella     | Arrière droit  | Chambéry SH            |
| Rudy Nivore        | Pivot          | PSG Handball           |
| Borut Oslak        | Demi-centre    | Aix-en-Provence (prêt) |
| Départs            |                |                        |
| Benoit Guillaume   | Entraîneur     |                        |
| Jordane Degeorges  | Gardien        | Rodez                  |
| Mourad Khabir      | Ailier gauche  | CMHB 28 réserve        |
| Karip Torun        | Arrière gauche | CO Vernouillet         |

## Compétitions

### Championnat

#### Journée 1 à 6: départ manqué
Après une première victoire (32-28) lors de l'entame du championnat de Pro D2 2013-2014 contre l'UMS Pontault-Combault HB, le CMHB 28 connait la défaite dès la 2e journée, toujours à domicile contre l'ES Besançon, 26-29. Ce qui provoque la colère du président Philippe Besson, déclarant le résultat indigne des ambitions du club.

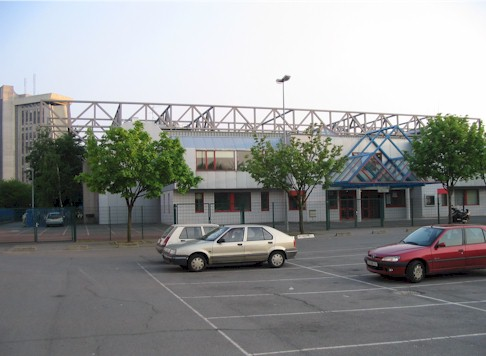
Au Palais des sports de Créteil, le CMHB connait la 2e d'une série de 4 défaites.

Au moment d'affronter le favori du championnat l'US Créteil dans sa salle lors de la 3e journée, Pascal Mahé peut compter sur le retour de Sébastien Ostertag. Malheureusement, lors de ce duel entre les deux plus gros budget du championnat, les chartrains se font avaler par la machine cristolienne (34-26). Avec plus de 30 buts encaissés en moyenne par match, les chartrains ont la deuxième plus mauvaise défense du championnat après 3 journées. Une nouvelle défaite (29-30) contre Nancy à domicile n'arrange pas les affaires chartraines qui se poursuivent avec une 4e défaite de rang la semaine suivante.
Les hommes de Pascal Mahé abordent 6e journée le couteau entre les dents et un groupe au complet. La réaction a lieu est les chartrains s'imposent par 5 buts d'écart sur le parquet d'Angers Noyant.

#### Journée 7 à 13: enlisement en milieu de tableau
S'ensuit une victoire à domicile contre le bête noire Massy EH (25-24) contre qui les euréliens restaient sur 3 défaites. Les joueurs de Chartres réalisent leur meilleur match sur le plan défensif en encaissant 24 buts, après 7 journées l'équipe est 8e avec la 2e attaque mais aussi l'avant-dernière défense. Avant leur match exempt de la 10e journée, les bleus gagnent 3 de leurs quatre matchs avec une dernière victoire serrée lors de la réception du SMV Vernon Saint-Marcel et une 6e place.
En quête d'un renfort après un début de saison compliqué (4 victoires pour 5 défaites en ProD2), Chartres MHB28 annonce le 22 novembre l'arrivée de Borut Oslak. Le demi-centre slovène (29 ans, 1,87 m et 87 kg) est prêté jusqu'au 30 juin 2014 par Aix-en-Provence (LNH).
Après cette trêve d'une semaine, Chartres retombe dans ses travers face à Bordeaux et concède une sixième défaite (25-26) en dix rencontres, la troisième à domicile. Pourtant tout avait bien commencé pour le CMHB28 qui signe une première période quasi parfaite en rejoignant les vestiaires avec un avantage de six buts (14-8) avant de perdre pied dans la seconde moitié du match. Une journée exempt décidément loin d'être bénéfique, les joueurs s'inclinant de deux buts (23-21) la semaine suivante sur le terrain du Valence Handball après avoir compté trois unités d’avance à six minutes de la fin. La première série de 2 défaites consécutives depuis un mois où le club avait déjà atteint la 10e place.

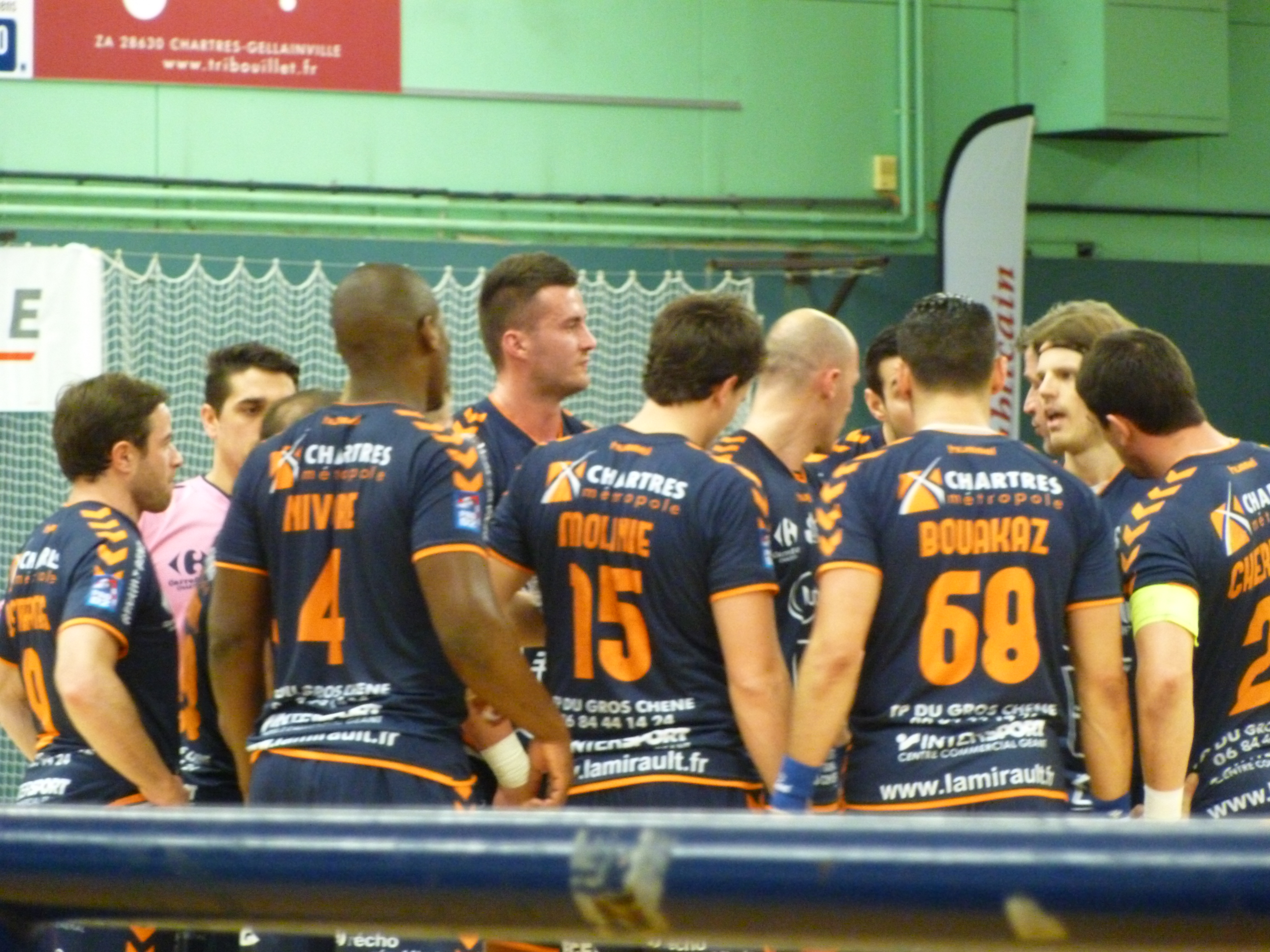
Regroupement des joueurs avant un match.

Durant la trêve hivernale, les handballeurs chartrains renfilent le bleu de chauffe dès le second week-end de 2014 en s'entraînant devant près de 150 entraîneurs venus valider leur diplôme. "Comment mieux défendre pour mieux attaquer", c'est sur ce sujet, un point faible des Chartrains, que Pascal Mahé dirige une séance dans le cadre des validations annuelles des diplômes d'entraîneurs organisées par la FFHB. Le staff chartrain cale trois matches amicaux de difficulté crescendo avant la reprise de la ProD2 et la réception du Billère Handball le 24 janvier. Le CMHB28 reçoit deux fois. Les voisins du CO Vernouillet (N2) retrouvent le parquet de la halle, puis vient le tour des Normands de Oissel (N1M). Le CMHB part ensuite en déplacement sur deux jours à Pornic, conclu par un match face au HBC Nantes (LNH). Après le match contre Vernouillet gagné largement (41-34), les bleu et orange sont défaits à domicile par le 3e de N1 : Oissel (33-34) avant de gagner à Nantes (29-26).
À la reprise de la trêve hivernale et pour son dernier match de la phase aller, Chartres reçoit le Billère Handball relégué de LNH et alors 2e défense du championnat. Alors qu’ils réussissent à survivre à une entame ratée, les Chartrains se cassent finalement les dents sur la défense de Billère et son gardien. C’est la quatrième défaite de la saison à Jean-Cochet et la troisième d’affilée. Avec seulement seize buts inscrits, ils souffrent énormément face à la défense béarnaise qui l'emporte de trois buts après avoir mené presque tout le match (16-19).

#### Journée 14 à 19: play-off en tête
Pontault-Combault et Chartres, qui s'affrontent pour le premier match de la phase retour (victoire des Chartrains 32 à 28 à l'aller), ne s'attendent pas, en début de saison, à être en si mauvaise posture. La lanterne rouge affronte le onzième. Les deux équipes, ambitieuses en début de saison, luttent désormais pour le maintien. Les chartrains s'imposent 30-26.
Durant le match, Alric Monnier se rompt les ligaments croisés d'un genou.

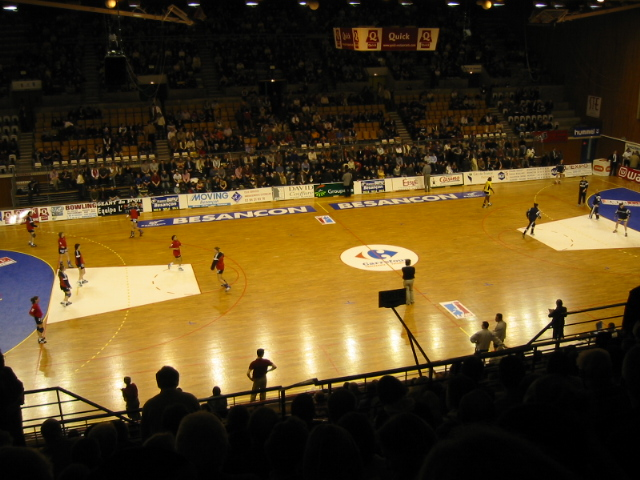
Le CMHB gagne pour la première fois de son histoire au Palais des sports de Besançon.

Malmené sur son parquet à l’aller, le CMHB28 espère rendre la monnaie de sa pièce à Besançon, chez qui il n’a encore jamais gagné. En effet, le club s'incline 27-25 la saison dernière et 32-28 la précédente. Seul ennui : son effectif est réduit à douze unités. Outre Alric Monnier, Sébastien Ostertag est toujours indisponible (mollet), tout comme Maxime Cherblanc. Pour pallier son absence et épauler Rudy Nivore à l'intérieur, Pascal Mahé compte sur la polyvalence d'Emeric Paillasson. 
Chartres MHB28 rempli sa mission et rend la monnaie à Besançon avec un joli succès 37-32. Cette deuxième victoire d’affilée permet à la troupe de Pascal Mahé de se rapprocher à trois points des play-offs. Après avoir fait la course en tête pendant 60 minutes, ils s'imposent logiquement notamment grâce au 10/10 aux tirs de Josip Pazin et 12/16 de Robin Molinié.
Depuis leurs débuts en Pro D2, il y a trois ans, les Chartrains atteignent une seule fois la barre des 37 buts, contre Angers (37-29) la saison passée. Mais jamais Robin Molinié ni le Croate Josip Pazin n'ont été si efficaces. On retrouve les 2 chartrains, respectivement au poste d'arrière gauche et droit, dans l'équipe de la semaine.
Revigoré par deux succès à l’extérieur, le CMHB28 affronte ensuite l'US Créteil. Seuls Mulhouse et Istres, en début de saison, ont réussi à contenir la puissance de feu des cristoliens en arrachant un nul. Un match que ne dispute pas le capitaine Maxime Cherblanc, toujours ennuyé par sa cheville. Les deux gauchers, Alric Monnier (ligaments) et Thomas Capella (coup) ne sont pas de la partie non plus. En revanche, Sébastien Ostertag fait son retour.
Auteur d’un bon match, le CMHB 28 fait trembler les cristoliens, mais c'est finalement le leader invaincu du championnat qui empoche les trois points de la victoire (24-25). Alors que Samuel Foucault, auteur d'un bon match, manque son seul tir à une minute du buzzer, Créteil se montre plus réaliste. Quentin Minel est dur avec son ancien club puisque c'est lui qui offre le succès à l'USC sur un shoot à vingt secondes de la fin.

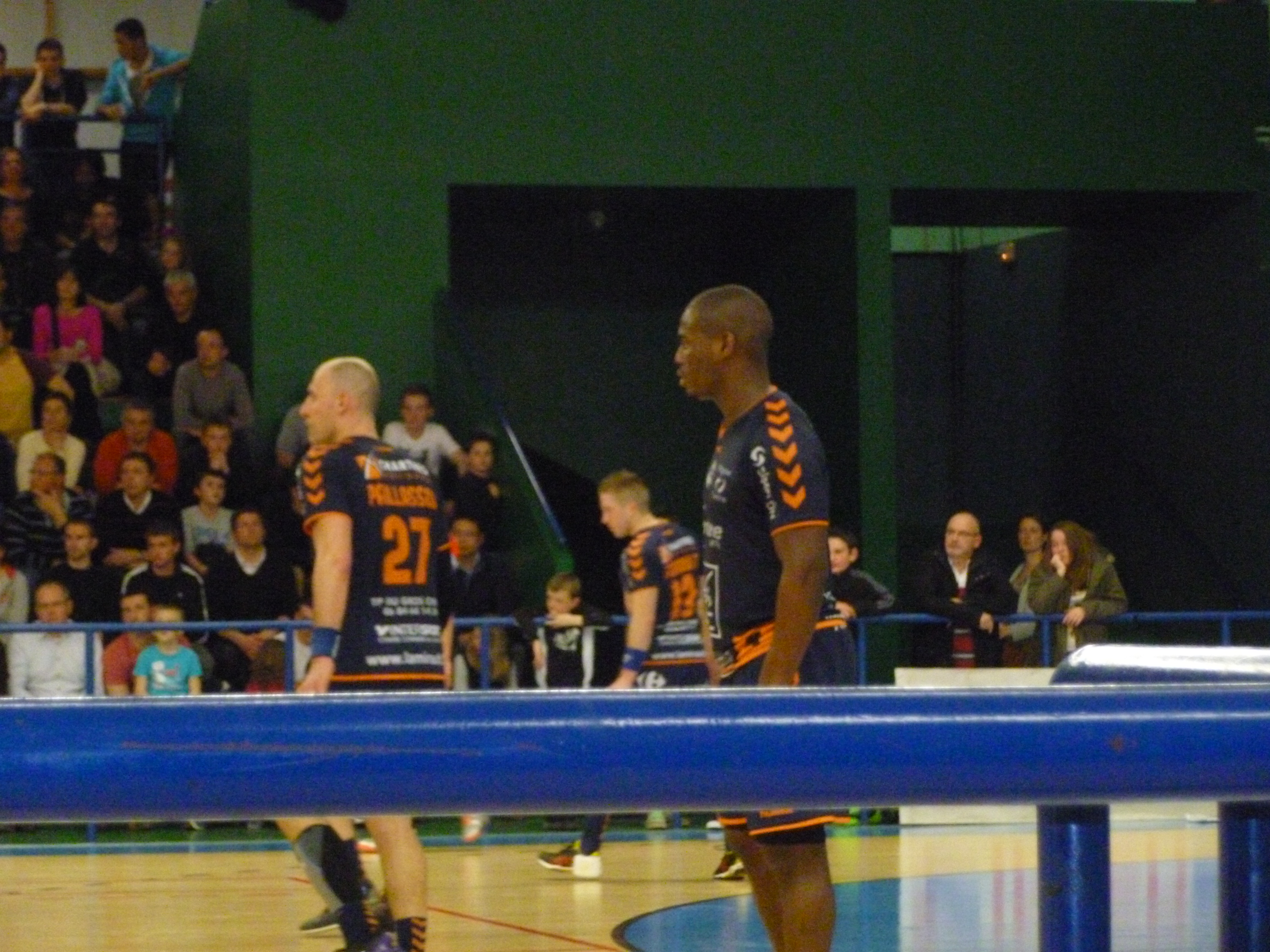
Emeric Paillasson et Rudy Nivore en défense contre Mulhouse.

Les Chartrains se déplacent ensuite pratiquement au complet à Nancy. Indisponible depuis la reprise (cheville), le capitaine et pivot Maxime Cherblanc est opérationnel tout comme Thomas Capella.
Battu d’un petit but (29-30) à l’aller, le CMHB 28 prend sa revanche en Lorraine. Menée de quatre buts au cœur de la deuxième période, la troupe de Pascal Mahé trouve les ressources pour inverser la tendance et l’emporter 26-25. C’est son troisième succès consécutif à l’extérieur, qui les relance dans la course aux play-offs.

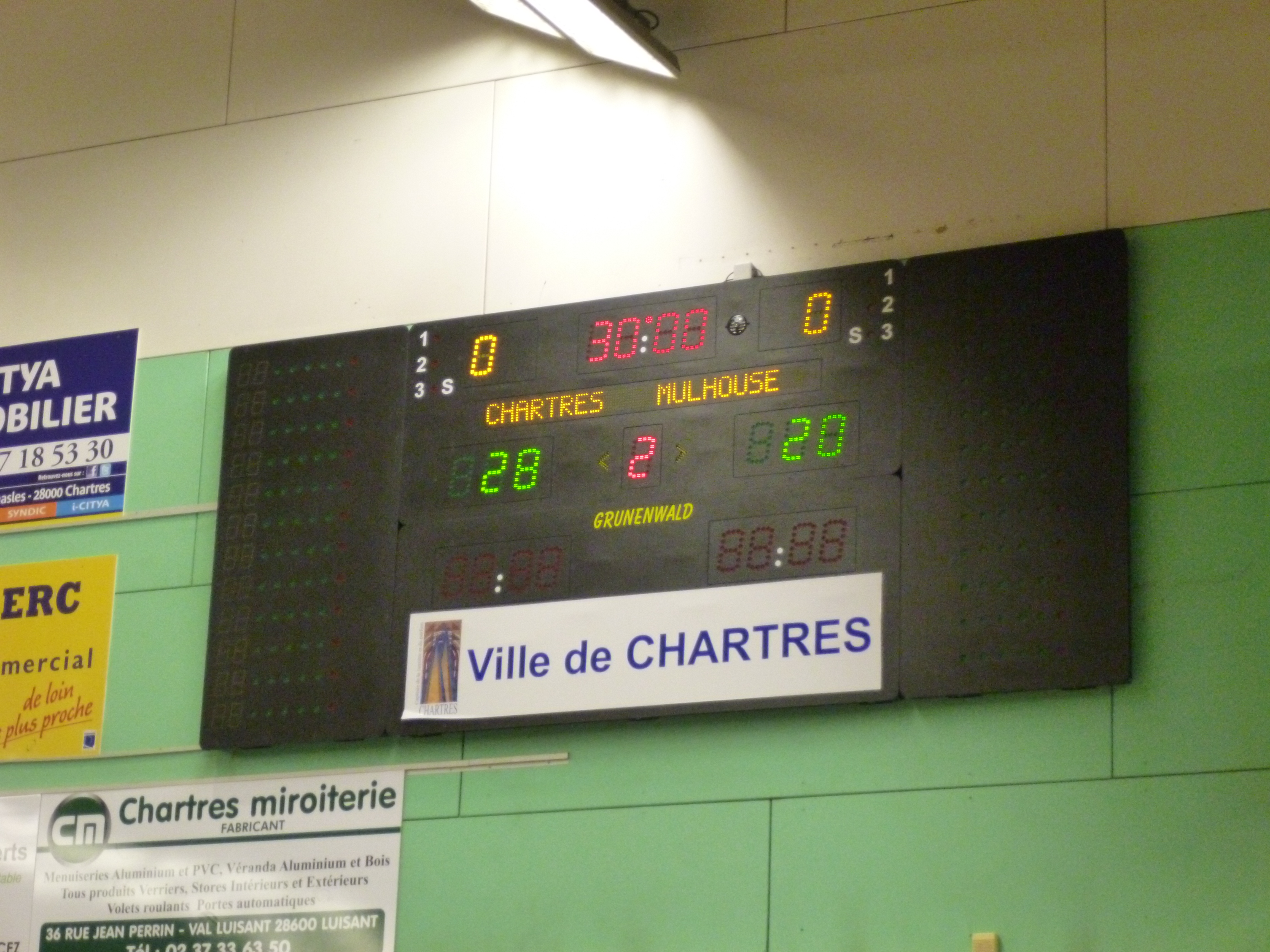
Tableau d'affichage final contre Mulhouse.

Reconquérir la Halle Jean-Cochet et poursuivre la remontée au classement, telle est l'ambition des Chartrains qui courent après une victoire à domicile depuis la mi-novembre (Vernon, 28-27).
Au prix d’une très grosse deuxième période, les Chartrains balayent le 4e de Pro D2, Mulhouse (28-20). Un match référence qui place alors le CMHB28 dans le Top 5. Dans une halle Jean-Cochet incandescente et assourdissante, les Chartrains signent leur prestation la plus aboutie de la saison en dominant très nettement le match. Le danger est venu de partout : Foucault conclu des contres éclair, Capella fait valoir sa puissance, Bouakaz met un brin de folie, Mongin affiche de la vitalité, les deux pivots (Nivore et Cherblanc) assurent et Mullhouse explose. De 11-11 à la pause, le score passe à 23-15 en un quart d'heure. Victimes d'un terrible trou d'air, les Alsaciens ne trouvent pas les solutions offensives, butant souvent sur Astruc, dont l'entrée en seconde période est très intéressante avec 10 arrêts à 52 % de réussite,.
Le CMHB enchaine ensuite une 3e victoire d’affilée contre l'Angers Noyant Handball. Face à la lanterne rouge, les chartrains prennent les choses au sérieux mais ce n'est qu'à quelques minutes de la pause que le CMHB réussi à faire un petit break (31-24).

#### Journée 20 à 26: échec dans l'accession aux play-offs
La bonne série du CMHB28 s’interrompt à Massy, où la troupe de Pascal Mahé craque dans les dix dernières minutes (32-27). Cette défaite a une conséquence directe sur le plan arithmétique : le CMHB28 perd du terrain sur ses concurrents pour les play-offs, le club eurélien voit Bordeaux lui repasser devant et Nancy recoller à ses basques. Dans ce match très engagé sur le plan physique, Chartres court après le score pendant quasiment une heure. Mené de 4 buts au cœur de la première période (11-7, 16e), le CMHB28 s'en remet à Capella pour rester dans le coup. Auteur d'un bon match (11/13), l'arrière droit porte à bout de bras son équipe en début de seconde période et lui permet de recoller deux fois au score (20-20 puis 23-23). Mais au moment où l'opportunité de passer devant se présente, Chartres ne saisi pas l'occasion. Molinié rate un penalty - les Euréliens en manquent trois au total - et la machine fini par s'enrayer. Dans les dix dernières minutes, les Chartrains affichent beaucoup trop de déchet et ne trouve pas la solution avant d'encaisser un 4-0 fatal (28-24).
Menés de six buts en fin de première période contre Istres OPH, les Chartrains signent un fantastique retournement de situation, en s’appuyant sur une défense de fer (cinq buts encaissés en deuxième période). Une performance défensive de très haut niveau qui leur permet d'aller chercher une victoire extrêmement précieuse dans l'optique des play-offs (21-18). Chartres peut remercier Astruc, avec 14 parades à 50 %, il répond parfaitement au défi imposé par le gardien adverse.
Les Chartrains partent ensuite favoris à Vernon face à une équipe normande affaiblie par les blessures et en panne de résultats. Bête noire du SMV, les Euréliens ont remporté les sept dernières confrontations.
Mais les Chartrains passent au travers. À l'image de leur entame face à Istres la semaine précédente, les Euréliens peinent une nouvelle fois à prendre le pouls de la rencontre. Après vingt minutes, Chartres accuse six buts de retard (12-6). Si le CMHB28 tourne à 14-10 à la pause, approximatifs dans leur jeu d'attaque et permissifs en défense, les Chartrains terminent finalement à neuf longueurs (31-22).
Après deux semaines de coupures, les Chartrains, condamnés à finir fort, doivent absolument l’emporter à Bordeaux pour rester dans la course aux play-offs. L'enjeu est énorme puisqu'une défaite sonnerait presque à coup sûr la fin des espoirs d'une participation au final four. Les Chartrains sont privés, pour la fin de la saison, de leur capitaine et pivot Maxime Cherblanc. Pour le remplacer, Pascal Mahé mise sur la polyvalence d'Emeric Paillasson.
Mais les handballeurs chartrains s'inclinent à Bordeaux (24-23) perdant ainsi tout espoir de disputer les play-offs. Les hommes de Pascal Mahé mène pourtant durant près de 50 minutes avant de se faire rejoindre puis dépasser dans les derniers instants.
Auteurs d’un match solide face à Valence (33-27), les Chartrains conservent alors un petit espoir d’accrocher la 5e place. Privés de Monnier, Mongin, Cherblanc mais aussi Karsenty, les Chartrains ont d'abord trouvé du répondant en face. Le match tourne définitivement en début de seconde période. Alors que Grahovac, en sortie de banc, se montre décisif dans la cage (9 arrêts), les Chartrains prennent rapidement le large et le score s'emballe (29-20, 50e).
Une victoire à Billère combinée à une défaite de Mulhouse : c’est le scénario dont le CMHB28 a besoin pour s’inviter in extremis en play-offs. Thibaut Karsenty et Sébastien Mongin font leur retour dans le groupe.
Tout commence bien pour eux qui prennent les devants au score sur un but de Thomas Capella qui leur permet de faire la course en tête dans un match déjà âpre au coup d'envoi. Les deux équipes ne se lâchent pas jusqu'à la 19e minute de jeu où, à la suite de deux réussites de Robin Molinié, Chartres fait un premier break (10-12) qu'il conforte dans la foulée avec l'expulsion du capitaine béarnais Peio Lahore, 14-12 à la mi-temps. Mais Billère, poussé par son public tient bon et s'impose au finish (27-26).

### Coupe de France
Le CMHB 28 commence son parcours 2013-2014 de Coupe de France au 3e tour et à domicile contre le club guadeloupéen de l'Étoile Morne-à-l’Eau. Les chartrains s'imposent aisément (45-16) contre un adversaire fatigué du voyage. Au tour suivant, les orange et bleu se déplacent à Asnières pensionnaire de Nationale 1, pour un match tout aussi bien maitrisé (32-19). Lors des 16e de finale, l'équipe évite un match de gala contre une grosse écurie et se déplace chez le Caen Handball lui aussi en 3e division. Les Normands, cinquièmes de la poule 2 de N1 au moment du tirage, ont éliminé Massy (ProD2) au tour précédent au terme d'un match à suspense. Menés de cinq buts à la pause, ils arrachent le nul (25-25) puis à s'imposer aux penalties. Néanmoins, la division d'écart est respectée sur le terrain et les chartrains s'imposent avec 10 buts d'écart (35-25) en Normandie.
Alors qu’ils espèrent recevoir une grosse écurie, les Chartrains héritent d’un déplacement à Dijon, 12e de LNH, pour les huitièmes de finale de la Coupe de France, début mars. Un tirage difficile mais jouable face à la 3e meilleure défense de D1.
Alors en net regain de forme en ce mois de février en championnat, Chartres joue sur le parquet de Dijon, alors dernier de LNH, son billet pour les quarts de finale de la Coupe de France. Ce serait une première dans l’histoire du club. Si d'évidence le challenge n'est pas simple, il ne paraît pas insurmontable non plus. Dijon, ce n'est pas Montpellier ou le PSG. Dernière de LNH, en panne de résultats, la formation bourguignonne reste sur sept défaites en championnat et a changé d’entraineur. Les deux équipes se connaissent sur le bout des doigts vu qu'elles se sont affrontées deux fois durant l'été en amical (une victoire partout) et se sont aussi croisées les deux dernières saisons en ProD2. En cas de qualification, Chartres écrirait une page de son histoire car le club n'a jamais dépassé les 8e de finale de la Coupe de France. Il avait été stoppé à ce stade de la compétition à Istres (LNH, 29-24) il y a trois ans et à Saint-Cyr (D2, 36-34) la saison précédente.
Mais c’est avec une pointe de frustration que les Chartrains quitte Dijon et la Coupe de France par la même occasion, persuadés qu’ils avaient mieux à faire face à une équipe solide, mais pas irrésistible (23-20). Les joueurs de Pascal Mahé, en difficulté au tir et notamment au penalty (quatre échecs) ne sont pas parvenus à contrer la réussite du gardien adverse. Ils butent régulièrement sur l'ancien portier de Chambéry et Montpellier, crédité de 18 arrêts dans la partie. Pendant une grosse demi-heure, le CMHB28 laisse pourtant penser qu'il est en mesure d'étirer sa jolie série, avec une 4e victoire consécutive à l'extérieur. Les Chartrains mènent même 9-4 à l'issue d'un premier quart d'heure très bien négocié. Mais Dijon ne laisse pas passer l'occasion de se rassurer.

## Statistiques

### En match
| Journée | Date              | Affiche            | Score | Écart |
| ------- | ----------------- | ------------------ | ----- | ----- |
| 22e     | 5 avril 2014      | Vernon - Chartres  | 31-22 | -9    |
| 3e      | 27 septembre 2013 | Créteil - Chartres | 34-26 | -8    |
| 8e      | 9 novembre 2013   | Istres - Chartres  | 34-26 | -8    |

| Journée | Date         | Affiche             | Score | Écart |
| ------- | ------------ | ------------------- | ----- | ----- |
| 18e     | 7 mars 2014  | Chartres - Mulhouse | 28-20 | +8    |
| 25e     | 2 mai 2014   | Chartres - Valence  | 33-26 | +7    |
| 19e     | 14 mars 2014 | Chartres - Angers   | 31-24 | +7    |

### Meilleurs buteurs
À 131 reprises, Robin Molinié a trouvé le chemin des buts adverses. C'est de loin le meilleur buteur chartrain, le 4e d'un classement dominé par Yann Roby (Valence, 146 buts). Au palmarès des réalisateurs du CMHB28, Thomas Capella le suit avec 75 buts en 23 matches. Par deux fois (à Angers et Massy) le puissant arrière droit marque onze buts. Vient ensuite Borut Oslak et ses 64 buts marqués en seulement 15 matches (arrivé fin novembre).
| Nom               | Buts | Matchs | Ratio |
| ----------------- | ---- | ------ | ----- |
| Robin Molinié     | 131  |        |       |
| Thomas Capella    | 75   | 23     | 3,26  |
| Borut Oslak       | 64   | 15     | 4,27  |
| Thibaut Karsenty  | 57   |        |       |
| Emeric Paillasson | 56   |        |       |